# Centrifugalna sila
Centrifugalna sila jest sila kojom se u rotirajućim sustavima objašnjava spontano ubrzano gibanje tijela u smjeru od središta vrtnje. Sila nema materijalan uzrok nego se opaža u neinercijskim sustavima zbog gibanja pri kojem se brzina ili barem smjer brzine svih dijelova sustava mijenjaju; zbog toga se ponekad naziva fiktivnom ili pseudosilom. Ime centrifugalan označava ono što se pomiče ili bježi iz središta ili centra.
Loptica u prtljažniku automobila za promatrača će se u automobilu (neinercijski sustav) gibati udesno kada cesta skreće ulijevo, dok će u desnom zavoju loptica bježati ulijevo. Za promatrača izvan automobila to relativno gibanje loptice prema automobilu izgledat će kao manjak (centripetalne) sile koja bi je skretala s pravocrtne putanje. Automobilu centripetalnu silu osigurava trenje kotača s cestom, ali je trenje između loptice i podloge nedovoljno da bi i nju stavilo na sličnu zakrivljenu putanju. Loptica će početi slijediti istu putanju tek kada se nasloni na stijenku prtljažnika koji će joj, kako to tumači promatrač izvana, dati dovoljnu centripetalnu akceleraciju za danu krivinu.:159
Iz tog primjera može se vidjeti i odnos veličina sila koje opažaju promatrači u inercijskom (vanjskom) i neinercijskom (rotirajućem) sustavu: vanjski promatrač činjenicu da loptica konačno slijedi istu putanju kao automobil tumači djelovanjem (centripetalne) sile {\displaystyle F_{c}} usmjerene prema središtu vrtnje, koja dolazi od kontakta loptice sa stijenkom; u automobilu opažač primjećuje djelovanje stijenke na lopticu i tumači ga reakcijom stijenke na (centrifugalnu) silu {\displaystyle F_{cf}} koja lopticu tjera prema stijenci. Reakcija stijenke za vanjskog je promatrača centripetalna sila potrebna za kružno gibanje, a za promatrača u automobilu sila suprotna centrifugalnoj sili (loptica se za nj ne giba, što se tumači iščezavanjem rezultante sila):158
{\displaystyle {\vec {F}}_{cf}} (za opažača iznutra) = {\displaystyle -{\vec {F}}_{c}} (vanjski opažač) 
Predznakom se označava da su vektori sila na istome pravcu, ali su usmjereni u suprotnim smjerovima. 
U vanjskom, inercijskom sustavu ne postoji centrifugalna sila i sva se gibanja mogu opisati postojanjem (ili nepostojanjem sile) koja djeluje centripetalno. U rotirajućem, neinercijskom sustavu opažač koji želi primjenjivati iskustvo iz inercijskih sustava i Newtonove zakone gibanja, zanemarujući činjenicu da se zapravo ubrzano giba, mora uvesti dodatnu silu koja ovisi o načinu gibanja njegova sustava. 
Iznos centrifugalne sile {\displaystyle F_{cf}} na tijela u sustavu koji se jednoliko vrti raste s porastom njihove mase m, a razmjerna je kvadratu obodne brzine v i obrnuto razmjerna polumjeru kružne putanje r:  
{\displaystyle |F_{cf}|=m\cdot {\frac {v^{2}}{r}}}
Sila se može izraziti i preko kutne brzine (kružne frekvencije) rotirajućeg sustava:158
{\displaystyle |F_{cf}|=m\,\omega ^{2}r}
gdje je {\displaystyle \omega =2\pi f=2\pi /T}, za danu frekvenciju kružnog gibanja f, odnosno period T. 
Spljoštenost Zemlje (njezino ispupčenje na ekvatoru), a djelomično i smanjenje ubrzanja zemljine sile teže na ekvatoru objašnjava se djelovanjem centrifugalne sile, koju uzrokuje Zemljina rotacija. 
Na načelu djelovanja centrifugalne sile rade centrifugalni stroj, centrifugalni separator, centrifugalna sisaljka, različite vrste centrifuga i niz drugih uređaja.